# Aristelliger lar
Espèce
Synonymes
- Aristelliger titan Hecht, 1951

Statut de conservation UICN

 NT  : Quasi menacé
Aristelliger lar est une espèce de geckos de la famille des Sphaerodactylidae.

## Répartition
Cette espèce est endémique d'Haïti.

## Description
C'est une espèce arboricole, nocturne et insectivore.

## Étymologie
Cette espèce est nommée en l'honneur des Lares.

## Publication originale
- Cope, 1862 "1861" : On the genera Panolopus, Centropyx, Aristelliger and Sphaerodactylus. Proceedings of the Academy of Natural Sciences of Philadelphia, vol. 13, p. 494-500 (texte intégral).